# Grande Rusizi
Grande Rusizi är ett vattendrag i Burundi. Det ligger i den västra delen av landet, 11 kilometer väster om huvudstaden Bujumbura.
Omgivningarna runt Grande Rusizi är en mosaik av jordbruksmark och naturlig växtlighet. Runt Grande Rusizi är det mycket tätbefolkat, med 3 757 invånare per kvadratkilometer.